# Lindoeste
Lindoeste é um município brasileiro do estado do Paraná. Sua população estimada em 2010 era de 5.363 habitantes.
Elevado à categoria de município com a denominação de Lindoeste, pela lei estadual n.º 9006, de 12 de junho de 1989, desmembrado de Cascavel. Sede no antigo distrito de Lindoeste. Constituído do distrito sede. Instalado em 1 de janeiro de 1990.